# Twierdzenie o zwartości
Twierdzenie o zwartości – twierdzenie mówiące, że nieskończony zbiór zdań rachunku predykatów pierwszego rzędu jest spełnialny, jeśli tylko każdy jego podzbiór skończony jest spełnialny. Równoważnie, jeśli taki zbiór jest sprzeczny, to istnieje jego skończony podzbiór, który jest sprzeczny.

## Dowody

### Za pomocątwierdzenia o pełności
Załóżmy, że {\displaystyle A} nie jest spełnialny. Wówczas na mocy twierdzenia o pełności, zbiór ten jest sprzeczny, a co za tym idzie istnieje dowód zdania fałszywego ze zbioru założeń {\displaystyle A.} Z definicji dowodu wynika, że zbiór {\displaystyle A_{0}} elementów zbioru {\displaystyle A,} których użyto w tym dowodzie jest skończony. Oczywiście jest on podzbiorem zbioru {\displaystyle A} i jednocześnie na mocy twierdzenia o zgodności jest on niespełnialny. Kończy to dowód twierdzenia.

### Za pomocątwierdzenia Łosia
Każdy skończony podzbiór {\displaystyle i\subseteq A} jest spełnialny, czyli ma model {\displaystyle M_{i}.} Niech {\displaystyle I} będzie zbiorem wszystkich skończonych podbiorów zbioru {\displaystyle A} i niech {\displaystyle F_{j}:=\{i\in I:j\subseteq i\}} dla każdego {\displaystyle j\in I.} Wówczas {\displaystyle F_{j_{1}}\cap F_{j_{2}}=F_{j_{1}\cup j_{2}},} czyli rodzina {\displaystyle (F_{j}:j\in I)} ma własność skończonych przekrojów.
Wobec tego, na mocy twierdzenia o ultrafiltrze istnieje taki ultrafiltr {\displaystyle U,} że {\displaystyle F_{j}\in U} dla każdego {\displaystyle j\in I.} Wtedy na mocy twierdzenia Łosia ultraprodukt {\displaystyle \prod M_{i}/U} jest modelem zbioru {\displaystyle A,} bo dla każdego {\displaystyle \sigma \in A} zbiór {\displaystyle \{i\in I:M_{i}\models \sigma \}\supseteq \{i\in I:\sigma \in i\}=F_{\{\sigma \}}} jest elementem ultrafiltru {\displaystyle U.}